# Бартер (филм)
„Бартер“ е български телевизионен игрален филм (драма) от 2015 г. на режисьора Атанас Киряков. Оператор е Иван Тонев. Музиката във филма е композирана от Теодосий Спасов.

## Сюжет
Хиндо е рибар, добър и толерантен човек, който в ежедневието си има проблеми, абсурди и противоречия. Той се изправя срещу всички предизвикателства и вярва, че ако хората са добри, Бог ще им помогне. Флора е незряща жена, която вижда хората със сърцето си. Героите се опитват да оцелеят в живот на бартер срещу мутри, които искат да разрушат селището и на негово място да построят незаконно луксозни хотели.

## Продукция
„Бартер“ е заснет за 19 дни на плажа във варненския квартал „Аспарухово“. Той е продължение на темата от документалния филм на режисьора – „Омагьосан от морето“, тъй като и двата филма разказват за живота на рибарите.

## Състав

### Актьорски състав
| Роля          | Изпълнител       |
| ------------- | ---------------- |
| рибарят Хиндо | Филип Аврамов    |
| сляпата Флора | Татяна Лолова    |
| Бисер         | Антонио Николов  |
| Резо          | Михаил Мутафов   |
| Дина          | Койна Русева     |
| Дамеца        | Калин Вельов     |
| Катев         | Владимир Пенев   |
| Катева        | Кателина Кънчева |
| Геша          | Димитър Мартинов |
| „Талисмана“   | Денис Христов    |
| старецът      | Васил Димитров   |
| Нора          | Мартина Вачкова  |
| Силва         | Юлияна Чернева   |
| Томата        | Димитър Терзиев  |
| лекарят       | Любен Чаталов    |
| художникът    | Добромир Манев   |

## Награди
- „Най-добър телевизионен игрален филм“ от Фестивала на българското кино „Златна роза“ (Варна, 2015)
- „Най-добра женска“ роля на Татяна Лолова от Филмовия фестивал „Любовта е лудост“ (Варна, 2015)